# Chalil Mutran
Chalil Mutran (arab. خليل مطران, ur. 1 lipca 1872 w Baalbeku, zm. 1 czerwca 1949 w Kairze) – arabski poeta romantyczny, prozaik, tłumacz i dziennikarz.
Urodził się w mieście Baalbek w Libanie, w arabskiej rodzinie chrześcijańskiej. W 1892 przeniósł się do Egiptu, który traktował jak drugą ojczyznę.
Mutran jest autorem poematów epickich, ballad i prac z zakresu historii powszechnej. Przełożył na język arabski m.in. dramaty Williama Szekspira: Otello i Kupca weneckiego. Przyczynił się do rozwoju teatru egipskiego. Założył pismo Al-Madżalla al-Misrijja (Przegląd Egipski).
Na język polski przełożone zostały drobne fragmenty utworów poetyckich Mutrana, zamieszczone w opracowaniu Nowa i współczesna literatura arabska 19 i 20 w., Warszawa 1978, s. 262–265.